# Kiautschou
Kiautschou  (kinesiska: 膠州 / 胶州, Jiāozhōu), var ett av Tyskland förpaktat område i kinesiska provinsen Shandong, öster om Jiaozhoubukten mellan 1898 och 1919. Det var en 33
km lång, 2,6 km bred, omkring 550 km2 stor havsvik på halvön Shandong. Området uppkallades efter staden Jiaozhou, 501 km2 33 000
inv. (3 858 européer 1908).

## Historia
Som repressalier för missionärmord i byn Zhangjiazhuang (張家莊) i Juye härad, besattes Kiautschou av tyskarna 15 november 1897. Genom fördrag
6 mars 1898 överlämnades området och bukten till dem på 99 år, och gränsen fastställdes i oktober samma år. Därvid bestämdes, att ett område av 50 km. bredd (7 650 km2, med omkring 1,2
miljoner kinesiska invånare, varav omkring 40 000 i staden Jiaozhou) skulle bilda en neutral zon kring det förpaktade territoriet. Detta omfattade en halvö mellan Jiaozhou-bukten och havet. På halvöns yttersta spets låg huvudorten, Qingdao.
Vid första världskrigets utbrott upphävdes arrendet av den kinesiska regeringen och området besattes av Japan 1914–1922. Under det andra kinesisk-japanska kriget var området åter ockuperat av Japan 1937–1945.

## Geografi
Hamnen, vars inlopp var 1,5 km brett och 25-30 m djupt, var rymlig och året om isfri samt hade förtöjnings-bassänger med 10 m djup, verkstäder,
varv, en större flytande docka m. m. Qingdao utvecklade sig till en betydande handelsort och hade järnvägsförbindelse
(436 km.) till Jinan, provinsen Shandongs huvudstad.
De topografiska förhållandena vid Qingdao var synnerligen gynnsamma för försvaret, och på därför lämpligt belägna höjder i sydväst och nordöst var befästningar under anläggning. Förhållandena vid Qingdao erbjöd en viss likhet med Port Arthur.

## Ekonomi och näringsliv
Tyskland investerade stora summor på kolonin: skolor för kineser
(bl. a. en utbildningsanstalt med teknisk, medicinsk, statsvetenskaplig och lantbruksavdelning)
och vägar anlades, dyrbara hamnanläggningar gjorts o. s. v. En baptistisk missionsstation fanns där.
I staten för 1909–10 upptogs inkomsterna till 12,16 miljoner mark (varav Kiautschous egna 3,6 miljoner, tillskott av riket 8,5 och lån 2,1) och utgifterna till 14,27 miljoner mark
(varav l,3 miljoner för den civila och 3,55
miljoner för den militära förvaltningen). Landets produkter var frukter av olika slag, silke och kol. Importen till Qingdao steg 1907
till 31,3 miljoner dollar, exporten till 18,4
miljoner dollar. Antalet inkomna fartyg var 432 om 519 000 ton. Huvudimporten utgjordes av råbomull, bomullsvaror, metaller, socker och tändstickor, exporten av halmflätor, silke, sojabönor och jordnötter.